# 约瑟夫·贾加耶夫
约瑟夫·鲁斯拉诺维奇·贾加耶夫（羅馬化：Iosif Ruslanovich Dzhagaev（ALA-LC），1989年9月22日—）是俄罗斯反對派政治人物，自2016年起曾多次參選俄羅斯國內不同級別的公職，包括在2023年參選莫斯科市長與在2024年參選聖彼得堡市長，但未曾成功當選任何公職。他曾於2021年3月13日因參與開放俄羅斯的集會而被俄羅斯政府拘留與罰款。他也曾於2024年10月24日因被指猥褻侵犯（非禮）陌生女子而被香港警察拘留與被律政司檢控，後被裁定罪名不成立。

## 早年生活與教育
贾加耶夫在1989年9月22日生於蘇維埃社會主義共和國聯盟俄罗斯苏维埃联邦社会主义共和国北奧塞梯蘇維埃社會主義自治共和國奥尔忠尼启泽（Орджоникидзе，今俄羅斯聯邦北奥塞梯-阿兰共和国弗拉季高加索）。2009年，他畢業於阿尔马维尔语言社会学院（Армавирский лингвистический социальный институт），並取得法学學位。2011年，他在莫斯科国立罗蒙诺索夫大学持续教育学院经济学系完成學業。2013年，他在俄罗斯联邦总统国民经济与国家行政学院国家与市政管理學系完成學業。

## 事業
2008年，贾加耶夫担任水电能源封闭式股份有限公司（Закрытые акционерные общества «Гидроэкоэнергетика»）的律师。他在2009年至2010年期間担任俄羅斯聯邦民防、緊急情況及消除自然災害後果部全俄罗斯紧急情况监测预报中心（Всероссийский центр мониторинга и прогнозирования чрезвычайных ситуаций «Антистихия»）的首席民防专家，並在2010年12月至2011年5月期間成為该中心的首席专家。2011年至2012年，他担任莫斯科市消防与救援中心（«Пожарно-спасательный центр» города Москвы）的首席专家。2015年至2016年，他担任斯托利察有限責任公司（OOO «Столица»）的總幹事。2016年至2017年，他担任高度开发与建筑公司有限責任公司（ООО «Девелоперская строительная компания РОСТ»）的總幹事。他在2019年6月至8月期間是個體企業家，此後是创新有限责任公司（ООО «Инновация»）的總幹事。

## 從政
贾加耶夫自2007年8月至2013年10月担任北奥塞梯社会组织“南奥塞梯”的主席。2013年3月至2014年4月，他自愿担任第六届俄罗斯联邦会议国家杜马的議員助理。2014年10月至2014年12月，他担任北奥塞梯-阿兰共和国首脑办公室与北奥塞梯-阿兰共和国政府支援部门的高级助理。2017年10月至2018年，他担任霍夫里诺区政府公共顾问。2018年1月至3月，他担任莫斯科市“我的文件”（«Мои Документы»）国家预算机构多功能中心的首席专家，並兼任霍夫里诺区、列沃别列日内区、莫尔扎尼诺夫卡区多功能中心的首席专家。2019年6月至11月，他再任莫斯科市“我的文件”国家预算机构多功能中心的首席专家，並兼任北布托沃区多功能中心的首席专家。2020年12月至2021年2月，他担任莫斯科联邦法警局总局国家登记册维护与监督履行逾期债务返还职能法人活动部门的首席专家。
贾加耶夫自2016年起多次參選俄羅斯國內不同級別的公職，但皆未曾當選。贾加耶夫曾參與2016年國家杜馬選舉、2017年莫斯科市政選舉（霍夫里诺区）、2018年莫斯科市政選舉（莫斯科夫斯基）與2019年莫斯科市杜馬選舉，但均告落敗。贾加耶夫此後曾一度參與2020年莫斯科市杜馬補選（巴布什金区），但最終退選，後來參與了2021年國家杜馬選舉，但被拒絕參選，隨後又參與2022年莫斯科市政選舉（阿爾巴特區）、2023年莫斯科市長選舉與2024年聖彼得堡市長選舉，但均被取消候選人資格。贾加耶夫曾於2021年3月13日因參與開放俄羅斯的集會而被俄羅斯政府拘留與罰款5000俄罗斯卢布，他其後向欧洲人权法院提出申索稱俄羅斯政府限制言論自由等，歐洲人權法院因而於2024年6月27日頒令俄羅斯政府賠償贾加耶夫5000欧元。

## 被控非禮
2024年10月24日，贾加耶夫因被指在香港九龍尖沙咀漆咸道南57號至59號金馬倫中心外猥褻侵犯（非禮）女子X而被香港警察拘留。贾加耶夫稱自己在飲酒後走到尖沙咀街頭，然後在被帶到警署後才恢復清醒，並在清醒後獲告知自己被指觸摸了一名陌生女子X的“臀部中間”。贾加耶夫在翌日被法庭下令還押於荔枝角收押所，直至同月30日在來自新加坡的友人的幫助下以1萬港元現金保釋。此案此後於同年11月13日、12月12日與2025年1月27日開庭審訊，贾加耶夫在2025年1月27日的審訊中於九龍城裁判法院否認控罪。署理主任裁判官高偉雄將此案排期於同年2月21日以英文進行審訊，並為贾加耶夫安排俄語翻譯，期間准許贾加耶夫繼續以原有條件保釋。
2025年2月21日，此案在九龍城裁判法院正式進行審訊，贾加耶夫在高偉雄裁定初步證明成立後選擇自辯，高偉雄在聽畢所有證供後將案件押後至同月25日裁決。25日，暫委裁判官丘國新在九龍城裁判法院裁定贾加耶夫的罪名不成立，贾加耶夫的代表大律師卢克·爱德华·麦吉尼蒂（Luke Edward McGuinniety）其後作出訟費申請，丘國新在聽畢陳詞後批准了3萬港元的訟費申請。